# Bertrand ze Saint-Gilles
Bernard ze Saint-Gilles (okcitánsky Bertran de Sant Geli, francouzsky Bertrand de Saint-Gilles, 1065/1070? – krátce před 3. únorem 1112) byl hrabě z Toulouse a z Rouergue, markýz provensálský a hrabě z Tripolisu.

## Život
Narodil se zřejmě jako nemanželský syn hraběte Raimonda z Toulouse a v roce 1095 se oženil s Helenou, dcerou Oda Burgundského.
Na podzim roku 1096 se Raimond z Toulouse přidal k křížové výpravě a Bertrand se stal regentem panství. Po otcově skonu při obléhání Tripolisu roku 1105 se stal hrabětem a titulu užíval do roku 1108, kdy se na kontinent vrátila vdova po jeho otci i se synem jako právoplatným dědicem. Bertrand se tehdy vydal se silným vojenským doprovodem získat otcovo dědictví ve Svaté zemi. V Konstantinopoli složil lenní hold císaři Alexiovi a poté pokračoval do Tortosy, kde se dočkal přátelského přijetí. Po příjezdu Bertrand očekával, že mu Tankred přenechá někdejší otcovu část Antiochie a dostal se do sporu s Vilémem Jordanem, správcem otcovy pozůstalosti, který mu nechtěl postoupit velení vojska u stále obléhaného Tripolisu. Komplikovanou situaci řešil tím, že požádal o podporu Tankreda i krále Balduina a oběma se zavázal příslibem lenního holdu. Po jejich příjezdu došlo u Tripolisu k všeobecnému usmíření a následně k dobytí města. Vilém Jordan dostal jako odškodnění města Tortosu a Arqu a oba muži uzavřeli dohodu o vzájemném dědění v případě nenadálé smrti toho druhého. V krátké době poté byl Vilém Jordan za nejasných okolností zabit.
Bertrand se stal se vládcem čtvrtého křižáckého státu a leníkem jeruzalémského krále. Králi se odvděčil podporou při obléhání Bejrútu, který byl po několikaměsíčním obléhání dobyt a zcela vypleněn.
Z hrabství ve Svaté zemi se nový hrabě dlouho netěšil. Zemřel v dubnu 1112 a dědicem se stal jediný syn Pons.